# .htaccess
.htaccess文件，htaccess是hypertext access缩写，是一个用于更改服务器配置的文件。
其主要功能有保护密码、设计错误页面（如404）、重定向页面、重定向url、禁止访客进入某个页面、和防止热链接等。

## 扩展阅读
- SUN Java系统Web服务器（英语：Sun Java System Web Server）
- Apache HTTP服务器
- 配置文件